# منتخب بولينزيا الفرنسية لكرة اليد
منتخب بولينزيا الفرنسية لكرة اليد هو ممثل بولينزيا الفرنسية الرسمي في المنافسات الدولية في كرة اليد
.